# NXT2
NXT2 (англ. Nuclear transport factor 2 like export factor 2) – білок, який кодується однойменним геном, розташованим у людей на довгому плечі X-хромосоми. Довжина поліпептидного ланцюга білка становить 142 амінокислот, а молекулярна маса — 16 228.
| 10         |  | 20         |  | 30         |  | 40         |  | 50         |
| ---------- |  | ---------- |  | ---------- |  | ---------- |  | ---------- |
| MATSLDFKTY |  | VDQACRAAEE |  | FVNIYYETMD |  | KRRRALTRLY |  | LDKATLIWNG |
| NAVSGLDALN |  | NFFDTLPSSE |  | FQVNMLDCQP |  | VHEQATQSQT |  | TVLVVTSGTV |
| KFDGNKQHFF |  | NQNFLLTAQS |  | TPNNTVWKIA |  | SDCFRFQDWS |  | SS         |

A: Аланін

C: Цистеїн

D: Аспарагінова кислота

E: Глутамінова кислота

F: Фенілаланін

G: Гліцин

H: Гістидин

I: Ізолейцин

K: Лізин

L: Лейцин

M: Метіонін

N: Аспарагін

P: Пролін

Q: Глутамін

R: Аргінін

S: Серин

T: Треонін

V: Валін

W: Триптофан

Задіяний у таких біологічних процесах, як транспорт, транспорт білків, транспорт мРНК, альтернативний сплайсинг. 
Локалізований у цитоплазмі, ядрі.